# 666 (число)
666 (шестстотин шестдесет и шест) е сложно, естествено, цяло число. Негови делители са 1, 2, 3, 6, 111, 222, 333, 666 и други. Предходното число е 665, а следващото – 667. В римски цифри се записва като DCLXVI.

## Интересни факти
- Сборът на числата от 1 до 36 включително е равен на 666.
- Сборът на квадратите на числата 2, 3, 5, 7, 11, 13, 16 е равен на 666.
- 666 се смята за Числото на звяра.